# Patashnik
Albums de Biosphere
Microgravity
(1992) Insomnia
(1997)
Patashnik est un album ambient house, le deuxième publié par Geir Jenssen sous l'alias de Biosphere, sorti en 1994. Une réédition a lieu en 2007. Son titre «Novelty Waves» a été utilisé pour la campagne publicitaire de Levi’s.

## Liste des titres
| 1.      | Phantasm             | 4:50 |
| 2.      | Startoucher          | 5:02 |
| 3.      | Decryption           | 6:04 |
| 4.      | Novelty Waves        | 6:27 |
| 5.      | Patashnik            | 6:13 |
| 6.      | Mir                  | 5:18 |
| 7.      | The Shield           | 8:54 |
| 8.      | Seti Project         | 5:58 |
| 9.      | Mestigoth            | 1:43 |
| 10.     | Botanical Dimensions | 5:43 |
| 11.     | Caboose              | 5:12 |
| 12.     | En-Trance            | 4:40 |
| 1:06:04 |                      |      |

## Samples
Comme souvent dans les albums de Biosphere, certains titres utilisent différents extraits audio provenant principalement de films :
- Piste 1, Phantasm : « We had a dream last night, we had the same dream », un extrait du film The Krays
- Piste 2, Startoucher : « So, you're really into this space stuff…? », un extrait du film Cap sur les étoiles
- Piste 3, Decryption : « So frightening to lose yourself… », un extrait du film Scanners
- Piste 5, Patashnik : « Получаю данные, восемнадцать тридцать восемь » (pouvant être traduit « Données reçues, 18 38 »), un extrait du film 2010 : L'Année du premier contact
- Piste 7, The Shield : « Will I dream? » / « What do you mean? », un extrait du film 2010 : L'Année du premier contact
- Piste 8, SETI Project : « Can you imagine, an extraterrestrial disc jockey… », un extrait du film Cap sur les étoiles